# Panamerikanische Spiele 2019/Leichtathletik – 1500 m der Männer
Der 1500-Meter-Lauf der Männer bei den Panamerikanischen Spielen 2019 fand am 8. August im Villa Deportiva Nacional in der peruanischen Hauptstadt Lima statt.
13 Läufer aus zehn verschiedenen Ländern nahmen an den Lauf teil. Die Goldmedaille gewann José Carlos Villarreal nach 3:39,93 min, Silber ging an John Gregorek mit 3:40,42 min und die Bronzemedaille gewann William Paulson mit 3:41,15 min.

## Rekorde
| Weltrekord        | Hicham El Guerrouj | 3:26,00 min | Rom, Italien                                         | 14. Juli 1998 |
| Rekord der Spiele | Hudson de Souza    | 3:36,32 min | Panamerikanische Spiele in Rio de Janeiro, Brasilien | 25. Juli 2007 |

## Ergebnis
8. August 2019, 16:55 Uhr
| Platz | Athletin                  | Land               | Zeit (min) |
| ----- | ------------------------- | ------------------ | ---------- |
|       | José Carlos Villarreal    | Mexiko             | 3:39,93    |
|       | John Gregorek             | Vereinigte Staaten | 3:40,42    |
|       | William Paulson           | Kanada             | 3:41,15    |
| 4     | Federico Bruno            | Argentinien        | 3:43,17 SB |
| 5     | Santiago Catrofe          | Uruguay            | 3:43,17    |
| 6     | Carlos de Oliveira Santos | Brasilien          | 3:44,47 SB |
| 7     | Fernando Daniel Martínez  | Mexiko             | 3:45,13    |
| 8     | Carlos Hernández          | Kolumbien          | 3:45,35 PB |
| 9     | Diego Lacamoire           | Argentinien        | 3:45,36    |
| 10    | Andrés Arroyo             | Puerto Rico        | 3:47,42    |
| 11    | Dage Minors               | Bermuda            | 3:48,85    |
| 12    | Carlos Diaz               | Chile              | 3:49,33    |
| 13    | Eduardo Gregorio          | Uruguay            | 3:49,66    |